# 1-ше крило спеціальних операцій (США)
1-ше крило спеціальних операцій (США) (англ. 1st Special Operations Wing) — військове формування, авіаційне крило сил спеціальних операцій Повітряних сил США, які входить до складу Командування спеціальних операцій Повітряних сил для виконання різнорідних спеціальних операцій.

## Призначення
1-ше крило спеціальних операцій Повітряних сил призначене для виконання завдань спеціальних операцій: участь у боротьбі проти тероризму, проведення бойового пошуку та врятування (CSAR), ведення психологічних та інформаційних операцій, військова допомога ВПС дружніх сил оборони, проведення забезпечення підрозділів сил спецоперацій на великій глибині у загрозливі зони та виконання завдань із безпосередньої повітряної підтримки ССО при проведенні ними операцій.

## Оргштатна структура1-го крила сил спеціальних операцій ВПС

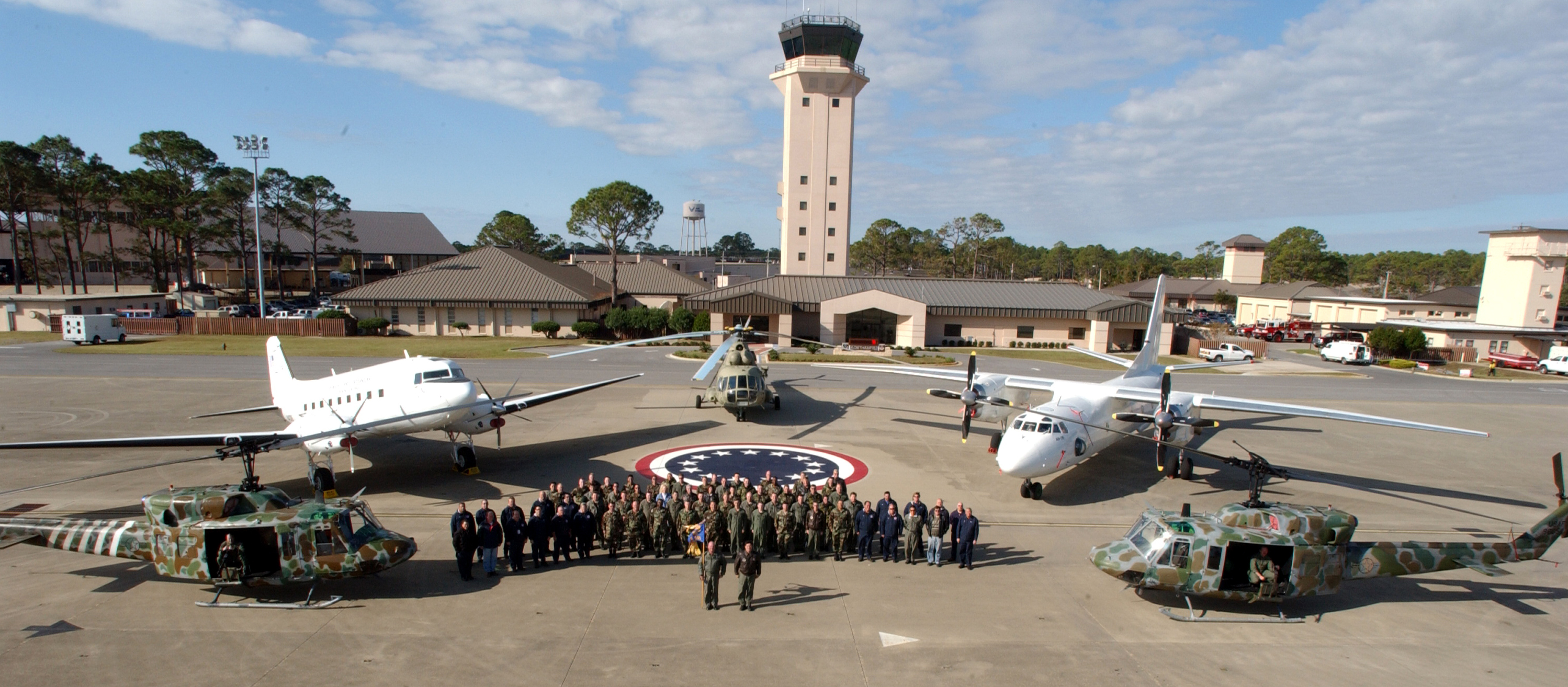
Група літаків та вертольотів 6-ї ескадрильї спецоперацій зі складу 1-го крила спецоперацій

- 1-ша авіагрупа спеціальних операцій, Гарлбарт Філд, Флорида[1]
  - 4-а ескадрилья спецоперацій, AC-130U Spooky II Gunship
  - 6-а ескадрилья спецоперацій, UH-1H «Ірокез» & UH-1N «Ірокез», Мі-17, MC-130E Combat Talon I, Ан-26, C-47T, M28B
  - 8-а ескадрилья спецоперацій, CV-22 Osprey
  - 9-а ескадрилья спецоперацій, Еглін, MC-130P Combat Shadow
  - 15-а ескадрилья спецоперацій, MC-130H Combat Talon II
  - 34-а ескадрилья спецоперацій (транспортна), U-28A
  - 319-а ескадрилья спецоперацій (транспортна), U-28A
  - 1-ша ескадрилья підтримки спецоперацій
- 1-ша авіагрупа всебічного забезпечення спеціальних операцій:
  - 1-ша ескадрилья всебічного забезпечення спеціальних операцій
  - 1-ша ескадрилья авіаційного забезпечення спеціальних операцій
  - 1-ша ескадрилья забезпечення спеціальних операцій компонентами
  - 1-ша ескадрилья забезпечення спецоперацій оснащенням
  - 1-ша ескадрилья матеріального забезпечення спецоперацій
  - 801-ша ескадрилья матеріального забезпечення спецоперацій
- 1-ша авіагрупа підтримки місій спеціальних операцій:
  - 1-ша ескадрилья спецоперацій (цивільних інженерів)
  - 1-ша ескадрилья спецоперацій (зв'язку)
  - 1-ша ескадрилья спецоперацій (бойових контролерів)
  - 1-ша ескадрилья спецоперацій (контракторів)
  - 1-ша ескадрилья спецоперацій (вогневої підтримки)
  - 1-ша ескадрилья спецоперацій (контракторів)
  - 1-ша ескадрилья спецоперацій (готовності логістики)
  - 1-ша ескадрилья спецоперацій (сил безпеки)
- 1-ша авіагрупа медичного забезпечення спеціальних операцій:
  - 1-ша медична ескадрилья спецоперацій (аерокосмічної медицини)
  - 1-ша медична ескадрилья спецоперацій (стоматологічна)
  - 1-ша медична ескадрилья спецоперацій (операційна)
  - 1-ша медична ескадрилья спецоперацій (медичної підтримки)